# Knappane
Die Knappane (norwegisch für Knöpfe) sind eine Reihe voneinander getrennter und felsiger Berggipfel im ostantarktischen Königin-Maud-Land. Sie ragen westlich des Nålegga auf der Westseite des Borg-Massivs auf.
Norwegische Kartografen benannten sie und kartierten sie anhand von Luftaufnahmen und Vermessungen der Norwegisch-Britisch-Schwedischen Antarktisexpedition (1949–1952).